# Poa filiculmis
Poa filiculmis är en gräsart som beskrevs av Roman Julievich Roshevitz. Poa filiculmis ingår i släktet gröen, och familjen gräs. Inga underarter finns listade i Catalogue of Life.